# Rede Manchete
Rede Manchete fue una cadena de televisión generalista de Brasil. El canal se creó en 1983 y existió hasta 1999, contaba con cobertura nacional y fue fundado y dirigido durante la mayor parte de su historia por el empresario brasileño de origen ucraniano Adolpho Bloch.
Actualmente su vacío está ocupado por la cadena de televisión RedeTV!.

## Historia

### Nacimiento de Rede Manchete
Cuando la cadena Rede Tupi desapareció en 1980, el Gobierno de Brasil repartió sus ocho emisoras propias más una de la antigua Rede Excelsior a dos grupos empresariales: el primero estaba liderado por el presentador de televisión Silvio Santos, que creó el Sistema Brasileiro de Televisão (SBT), mientras que el segundo lo controlaba el editor de prensa Adolpho Bloch, presidente de Bloch Editores y propietario de revistas como la informativa Manchete. En ese reparto de concesiones, Bloch logró cinco emisoras (cuatro de Rede Tupi en Río de Janeiro, Fortaleza, Belo Horizonte y Recife más la cadena de Rede Excelsior en São Paulo), mientras que Santos obtuvo las cuatro restantes.
Durante dos años Bloch preparó una red nacional de televisión que no fue inaugurada hasta 1983. La red fue bautizada como Rede Manchete para recordar la revista Manchete, y su presupuesto inicial era de 50 millones de dólares, uno de los más elevados en la televisión de Sudamérica. Su emisión inaugural fue el 5 de junio de 1983 a las siete de la tarde con el programa de entretenimiento "Mundo Mágico", al que siguió el estreno exclusivo de la película Encuentros en la tercera fase de Steven Spielberg. Ese día fue líder de audiencia en São Paulo y Río de Janeiro.
Rede Manchete apostó en sus primeros años por una programación con servicios informativos y producción propia, y aspiró a convertirse en una alternativa a otras cadenas con más éxito como SBT y Rede Globo. En 1984 ofreció en exclusiva los desfiles de las escuelas de samba de Río de Janeiro en el recién inaugurado Sambódromo; emitió pruebas de los Juegos Olímpicos de Los Ángeles 1984, estrenó su primera telenovela y participó en la retransmisión de las actividades de la plataforma "Diretas Jã", a favor del establecimiento de la democracia en el país.

### Cambio de dueño y posterior regreso de Bloch
En 1986 Rede Manchete se convirtió en la segunda cadena de televisión en Brasil por emisoras y la tercera mayor de Sudamérica. Además, se consolidó como la tercera cadena del país en audiencia gracias a nuevos derechos deportivos, telenovelas y la buena acogida de su programación infantil. Uno de sus mayores éxitos fue la telenovela Pantanal, estrenada en 1990 y que se fue el primer programa de Manchete que vencía en su franja horaria a un espacio de Rede Globo. Cabe destacar que otra telenovela exitosa del 1986 fue Dona Beija.
Pero la inversión en los nuevos programas no pudo ser recuperada con los ingresos por publicidad. Manchete empezó a sufrir problemas económicos que se agravaron en 1991 tras el estreno de Amazônia, una telenovela en la que había invertido varios millones de dólares pero fue un fracaso de audiencias. Un año después Rede Record, que realizó una profunda renovación en su programación, superó a Rede Manchete como tercer canal más visto de Brasil, lo que agravó la situación.
En enero de 1992 Bloch vendió Rede Manchete a la empresa Indústria Brasileira de Formulários (IBF), que mantuvo el control durante un año. Sin embargo los problemas económicos no se solucionaron e incluso algunos trabajadores percibían sus nóminas con retraso, por lo que Adolpho Bloch recompró el canal, alegando que el contrato de venta estaba sujeto a varias cláusulas que IBF incumplió. Tras un juicio, pudo recuperar la empresa el 23 de abril de 1993 a través de una medida cautelar. Desde entonces, el nombre de Bloch se añadió al logotipo.
Cuando Bloch recuperó Manchete, realizó una profunda reestructuración en la parrilla televisiva. Muchos de los nuevos espacios estrenados registraron datos de audiencia por encima de lo esperado y entre ellos destacaron telenovelas como Xica da Silva, la animación japonesa emitida en los programas infantiles, los programas informativos y los espacios deportivos. En esa época también aparecieron los primeros espacios de teletienda y los programas religiosos de la Iglesia Evangélica en las madrugadas, que aliviaron los problemas económicos de la red.
En 1995, Adolfo Bloch falleció a los 87 años por una embolia pulmonar y el control de Rede Manchete pasó a su sobrino Pedro Jack Kapeller, debido a que Bloch nunca tuvo hijos. Mantuvo el segundo puesto en la audiencia entre 1996 y 1997, siendo sólo superada por Rede Globo.

### Crisis, venta y cierre
A partir de 1998 Rede Manchete volvió a sufrir problemas económicos, agudizados por la pérdida de espectadores y una mala gestión. La cadena volvió a invertir mucho dinero en otra telenovela, Brida, que estaba basada en una novela de Paulo Coelho. Sin embargo, esta ficción fracasó y tuvo que retirarse antes de tiempo.
Los problemas económicos obligaron a Manchete a realizar un expediente de regulación de empleo que afectó a 600 de sus 1700 trabajadores. Sin embargo, las dificultades continuaron y la plantilla que se quedó percibió sus nóminas con retraso. El 14 de octubre de 1998 hubo una huelga en toda la cadena para denunciar esa situación. Por otro lado, algunas emisoras asociadas abandonaron Manchete para emitir otros canales como Band y Rede Record, porque la red principal dejó de pagarles.
En 1999 el Grupo Bloch vendió Rede Manchete a la productora RGC, controlada por la Iglesia neopentecostal Renascer em Cristo. Los nuevos propietarios aseguraron que no estaban dispuestos a comprar toda la red ni a pagar sus deudas, lo que motivó fuertes críticas por parte de los trabajadores y la sociedad civil. En ese tiempo el número de espacios religiosos aumentó y algunos incluso se emitieron en las franjas vespertinas de la red. El Gobierno de Brasil consideró que la venta era ilegal y el Ministerio de Comunicaciones anunció que si no se vendía la red a otro grupo, Bloch perdería en el próximo año todas sus emisoras propias y afiliadas.
El 8 de abril de 1999 se confirmó la venta de las emisoras propias de Rede Manchete al grupo TeleTV, que acordó con los trabajadores el pago de las nóminas atrasadas, a instancia del Ministerio de Comunicaciones brasileño. El 17 de mayo se produjo su desaparición y posterior sustitución por el nuevo canal RedeTV!. El último programa emitido fue un Master Series de tenis con victoria de Gustavo Kuerten.

## Programación
La cadena destacó por ofrecer una programación generalista. Muchas de sus telenovelas como Pantanal fueron un éxito de audiencia. Manchete también apostó por sus servicios informativos y programación de cine nacional e internacional.
Muchos de los éxitos cosechados se lograron gracias a la programación infantil. La emisión de diversos animes y series de género tokusatsu llamaron la atención de los espectadores y eran emitidas por la tarde. Manchete fue el pionero en introducir ambos géneros en la televisión de Brasil de forma regular. Art of Fighting, B't X, Captain Tsubasa, Los Caballeros del Zodiaco, Doraemon, Anya, la muchacha de la nieve, Genocyber, Kojiro, Samurai Warriors, Sailor Moon, The Super Dimension Fortress Macross: Do You Remember Love?, Yu Yu Hakusho fueron algunas de las series transmitidas.

### Telenovelas y  series
1984
- Marquesa de Santos
- Viver a Vida'
- Santa Marta Fabril

1985
- Tudo em Cima
- Tamanho Família
- Antônio Maria
- Joana

1986
- Dona Beija
- Novo Amor
- Tudo ou Nada
- Mania de Querer

1987
- Corpo Santo
- Helena
- Carmem
- A Rainha da Vida

1988
- Olho por Olho

1989
- Kananga do Japão

1990
- Pantanal
- Fronteiras do Desconhecido
- Escrava Anastácia
- O Canto das Sereias
- Mãe de Santo
- Rosa dos Rumos
- A História de Ana Raio e Zé Trovão

1991
- Filhos do Sol
- Ilha das Bruxas
- O Farol
- Na Rede de Intrigas
- Floradas na Serra
- O Guaraní
- O Fantasma da Ópera
- Amazônia

1992
- Amazônia – Parte II

1993
- Família Brasil
- Guerra sem Fim
- O Marajá (no emitido)

1994
- Incrível, Fantástico, Extraordinário
- 74.5 – Uma Onda no Ar

1995
- Tocaia Grande

1996
- Xica da Silva

1997
- Mandacaru

1998
- Brida

## Logotipo
A lo largo de su historia, la Rede Manchete siempre utilizó el mismo logo, consistente en cinco puntos que entrelazados formaban una letra "M". Cada punto representaba una de las emisoras que Adolpho Bloch había adquirido para conformar la red. Esta "M" siempre mantuvo su coloración en amarillo oro.
A su vez, la emisora utilizó siempre el mismo spot para anunciar el inicio y cierre de sus transmisiones diarias, en el cual el logotipo del canal surcaba los cielos del Brasil, sobrevolando distintos paisajes hasta llegar al techo del edificio central del canal. Cabe destacar que estos cortos se emitían, ya que Manchete siguió manteniendo la filosofía de la programación de horario limitado (de 7:00 a 0:00), cuando la competencia ya comenzaba a incurrir en las franjas de transmisión de 24 horas.

Logotipo de Rede Manchete